# Páni z Dubé (Ronovci)
Páni z Dubé byli starý český šlechtický rod, patřící k rozrodu Ronovců, který se usadil v 13. století na Českolipsku, na dnes zaniklém hradě Dubá. Zde získal své rozsáhlé majetky, hrady, města, panství i postavení. V erbu měly dvě zkřížené ostrve, kmeny stromů s nakrátko osekanými větvemi, které se používaly jako žebříky ke zlézání hradeb.
Nejsou příbuzní s pány z Dubé z rodu Benešoviců.

## Nejstarší Ronovci
Prvním známým Ronovcem byl Smil z Tuhaně, který měl dva syny, Častolova z Žitavy a Jindřicha z Žitavy. Starší Častolov měl tři syny a dceru. Nejstarší ze synů byl uváděn zprvu jako Jindřich a po letech jako Hynek z Dubé (uváděn v listinách z let 1249–1290). On i jeho sourozenci se usadili hlavně v severních Čechách na Českolipsku a všichni měli rodiny a mnoho potomků. Patřili k důležitým osobnostem českého království. Jejich jména jsou uváděna v listinách té doby v různých podobách, což znesnadňuje dnes určit, do které rodiny ten či onen patří, zda se jedná o syna, otce či bratrance.

## Páni z Dubé
Zmiňovaný Jindřich mladší, nejstarší syn Častolova ze Žitavy a později uváděný jako Hynek z Dubé, získal Šluknovsko, Rumbursko a roku 1333 Hohensteinsko. Je předkem Berků z Dubé.
Hynek z Dubé měl tři známé syny:
- Hynek mladší z Dubé ( doklady 1276–1309), měl čtyři syny
- Albrecht z Frýdlantu (statek, ne dnešní město), z Liběšic ( dokladován 1279–1325), měl pět synů
- Čeněk (1279)[3]

Uváděná data jsou roky, kdy jsou uváděni ve známých listinách, dnes uložených v archivech.
Synové měli své rodiny a dali vzniknout mnoha dalším rodovým větvím, například:
- Berkové z Dubé
- Škopkové z Dubé
- Adršpachové z Dubé
- Červenohorští z Dubé

Psali se podle dnes již zaniklého hradu v městě Dubá na Českolipsku.
Přídomek používal také husitský hejtman Jan Roháč z Dubé, který ovšem pocházel z jiného, nepříbuzného, rodu pánů z Dubé.